# Gesta Episcoporum Cameracensium
I Gesta Episcoporum Cameracensium sono la storia della diocesi di Cambrai scritta in lingua latina da parte di due autori anonimi. Furono commissionate intorno al 1024 dal vescovo Gerardo I di Cambrai e completato poco dopo la sua morte, avvenuta nel 1051.

## Contesto di redazione
Nel periodo in cui furono redatti le Gesta, la città di Cambrai e la maggior parte della sua diocesi si trovavano all'interno del ducato della Bassa Lorena nel Sacro Romano Impero (le Gesta stesse spesso identificano la sua regione come il regnum Lotharii, 'regno di Lotario', in riferimento al regno di Lotario II nel IX secolo). Parte della diocesi, comprese le città di Arras e Douai, si trovava tuttavia all'interno della contea delle Fiandre nel regno di Francia. Dal punto di vista spirituale, i vescovi erano sotto la giurisdizione dell'arcivescovo di Reims, la cui provincia ecclesiastica si trovava invece interamente nel regno di Francia.
Al tempo di Gerardo I, il vescovo di Cambrai esercitava anche il potere temporale nella contea (pagus) di Cambrésis. La loro giurisdizione temporale era geograficamente molto più piccola di quella spirituale. Il re Ottone I concesse per la prima volta la giurisdizione comitale nella città di Cambrai al vescovo Fulberto nel 948. Re Enrico II estese l'autorità del vescovo a tutta Cambrésis nel 1007, durante il mandato di Erluino, il predecessore di Gerardo. Gerardo fu quindi il primo vescovo di Cambrai a esercitare per tutto il suo episcopato sia il potere secolare che quello spirituale, rispettivamente sulla contea e sulla diocesi.

### Struttura e scopo
Le Gesta sono divise in tre libri. Questo era il progetto originario, poiché alla fine del primo libro si afferma che il pontificato di Gerardo I "sarà trattato nel terzo libro" e la prefazione al secondo libro dice: "Il secondo libro dovrebbe cominciare con questo stesso signore vescovo, come sembra esigere l'ordine delle cose. Tuttavia, lo stiamo lasciando da parte per il momento [...]"
Il primo libro è una storia dei vescovi dal tardo impero romano fino alla morte di Erluino nel 1012. Il secondo libro racconta la storia di tutte le fondazioni religiose sotto l'autorità del vescovo. Include anche una descrizione delle terre appartenenti alla cattedrale di Cambrai. Il terzo libro copre il pontificato di Gerardo e comprende otto lettere di Gerardo, due accordi presi con i suoi castellani e il suo trattato sui tre ordini. Il primo libro è composta da 122 capitoli, il secondo da 48 e il terzo da 60.
È generalmente accettato che le Gesta siano stati scritti per accrescere la reputazione e l'autorità del vescovo Gerardo. Robert Stein sostiene che aveva uno scopo politico e ideologico: dimostrare la superiorità del governo da parte di chi possiede sia l'autorità spirituale che quella temporale, cioè un principe vescovo. Laurent Jégou sostiene che furono scritte per rafforzare l'autorità spirituale di Gerardo e compensare la sua debolezza temporale. Anche Georges Duby ritiene che sia stata scritta per accrescere il prestigio del vescovo dopo la morte del suo protettore, l'imperatore Enrico II, nel 1024. Theo Riches sostiene che il pubblico a cui erano destinati le Gesta erano essenzialmente di carattere locale e che il testo avrebbe potuto essere utilizzato in futuro come archivio per sostenere le rivendicazioni di proprietà di Cambrai. Secondo i suoi traduttori inglesi, le Gesta sono anche un testo monarchico, che sottolinea il diritto del re di investire vescovi e abati e l'autorità regia sull'uso della forza militare.

## Manoscritti ed edizioni
Il manoscritto con autografo delle Gesta, noto come Codex Sancti Gisleni, è conservato oggi a L'Aia (MS Den Haag KB 75 F15). Esso è giunto incompleto. L'ultima parte, dalla metà del capitolo 49 in poi, è stata separata e persa nel XIV secolo.
Ci sono cinque copie manoscritte dei Gesta che rappresentano tre testimoni. La più antica copia superstite, risalente al XIV secolo e si trova a Parigi (BnF, Lat. 5553a): si tratta di una copia completa ricavata dall'autografo prima che perdesse gli ultimi undici capitoli e mezzo. Una tradizione a parte deriva dall'ormai perduto Codex Sanctae Mariae Atrebatensis del XII secolo, che conteneva una copia completa dell'autografo. La prima copia del Codex è stata realizzata nell'abbazia di San Vedasto nel 1482 e si trova oggi nella biblioteca comunale di Arras (Médiathèque 666): fu esso stesso copiato nel 1591 da François de Bar, la cui copia è ora a Bruxelles (KBR 7747). Entrambe queste copie sono piene di errori. C'è anche una copia tardo cinquecentesca del Codex a Parigi (BnF, Lat. 12827). Un'altra copia del XVI secolo a Bruxelles (KBR 7675–82) rappresenta una terza tradizione manoscritta, ma manca dei capitoli 52 e 60 del terzo libro, rispettivamente il sermone di Gerardo sul movimento per la pace di Dio e la sua lettera all'imperatore Enrico III.
La prima edizione a stampa delle Gesta è stata realizzata da Georgius Colvenerius nel 1615. Poiché si avvalse dell'ormai perduto Codex, la sua edizione è stata utilizzata come base per due edizioni successive. Il primo di questi, di André-Joseph-Ghislain Le Glay nel 1834, omette diversi capitoli nel secondo e nel terzo libro. Il secondo e più recente, di Ludwig Konrad Bethmann per i Monumenta Germaniae Historica nel 1846, è la base per la moderna traduzione inglese pubblicata nel 2018.

## Datazione e paternità
Le Gesta furono originariamente commissionate dal vescovo Gerardo I. Uno sguardo codicologico e critico all'autografo mostra che il testo fu opera di due autori: il primo autore scrisse quasi tutti i primi due libri e il terzo libro fino alla morte dell'imperatore Enrico II. Esso aveva completato i primi due libri nel settembre del 1025 e il resto dei suoi scritti probabilmente non molto tempo dopo, certamente non molto dopo il 1030. Il primo autore fu probabilmente un canonico della cattedrale di Cambrai. Fu anche autore di una biografia di san Gaugerico, completata nel 1024 e anch'essa commissionata dal vescovo. Il suo latino è buona e lo stile di scrittura semplice, anche se aveva un'inclinazione per i neologismi, coniandone almeno dodici.
Il secondo autore, che lavorò all'inizio degli anni 1050 dopo la morte di Gerardo I nel 1051, emendò il testo esistente e portò il terzo libro fino alla morte di Gerardo. Le sue correzioni assumono la forma di cancellature e sovrascritture, note marginali e aggiunte su pezzi separati di pergamena cuciti nel manoscritto. Anche il secondo autore era un canonico della cattedrale. Probabilmente fu l'autore di una biografia del successore di Gerardo, Lieberto († 1076), che presenta molte analogie stilistiche con gli ultimi dieci capitoli del terzo libro delle Gesta.
Le Gesta una volta erano falsamente attribuite a Balderico di Thérouanne, morto nel 1122.

## Fonti e metodi
La Historia Remensis Ecclesiae di Flodoardo fu un modello per le Gesta. Tra gli altri testi letterari che gli autori possono dimostrare di aver utilizzato vi sono il De bello Gallico di Giulio Cesare, il De inventione di Cicerone, il Decem libri historiarum di Gregorio di Tours e forse la traduzione latina dello Pseudo-Egesippo delle Guerra Giudaica di Flavio Giuseppe. Le fonti documentarie comprendono documenti regi e privati conservati nella cattedrale e in altre chiese della diocesi. Occasionalmente tali documenti sono citati estesamente nelle Gesta. Nella prefazione, il primo e principale autore descrive il suo metodo di raccolta delle informazioni, che prevedeva l'intervista ai testimoni:
Per ordine del nostro signore vescovo Gerardo, abbiamo tramandato alla memoria, nella misura in cui abbiamo potuto rintracciarle in modo verificabile, informazioni sulla storia delle nostre città, vale a dire Cambrai e Arras, nonché sui loro pastori.
qui non c'è altro che quello che abbiamo trovato negli annali, o nelle storie dei padri, o nelle gesta dei re, o nei documenti che erano nell'archivio di questa chiesa, o quello che abbiamo appreso da alcuni testimoni attraverso ciò che hanno visto o sentito. Altrimenti meglio tacere piuttosto che diffondere informazioni false.
La concezione della storia degli autori delle Gesta deriva dalle Etimologie di Isidoro di Siviglia, secondo cui la storia è la verità sul passato e non è compatibile con la finzione o la speculazione. Il primo autore delle Gesta afferma esplicitamente che "è meglio tacere [...] piuttosto che inventare una favola". Che si tratti di una decisione consapevole è chiaro dalla conoscenza del De inventione di Cicerone e dalla probabile familiarità con una tradizione ciceroniana contemporanea rappresentata da Richerio di Reims, secondo il quale lo storico deve colmare le lacune nella sua storia per soddisfare gli standard retorici.

## Continuazioni
Furono prodotte diverse continuazioni delle Gesta Insieme, le Gesta Episcoporum Cameracensium e le loro continuazioni sono noti come Gesta Pontificum Cameracensium.